# Mayumi Tendo
Mayumi Tendo (天堂真弓 Tendō Mayumi?) es un personaje ficticio perteneciente a la franquicia de Battle Royale, originalmente una novela que también cuenta con una adaptación al manga y cine. En la película el papel de Mayumi Tendo fue interpretado por Haruka Nomiyama.

## Antes del juego
Mayumi Tendo es una de los estudiantes de la clase de tercer año del Instituto Shiroiwa de la ciudad ficticia de Shiroiwa, en la prefectura de Kagawa. Es una de las chicas más atractivas después de Mitsuko Souma, Sakura Ogawa y Takako Chigusa; en la novela se dice que usaba una coleta peinada como una gruesa trenza que a Shuya le recordaba la cola de una langosta y que la ataba con una cinta ancha. En el manga tiene un largo cabello liso recogido en una coleta y un hermoso rostro. En la película su pelo está recogido en dos coletas largas en vez de una. 
En la novela, no hay muchos detalles acerca de su vida antes de participar en el juego, a excepción de que se rumoreaba que ella había hecho Enjo kōsai, lo que causó que algunos compañeros la vieran como una prostituta, excepto por Hirono Shimizu, quien era la única que tenía la certeza al respecto ya que la había visto con un hombre mayor de aspecto remilgado y algo pervertido en plena cita.
En la película, Tendo es una de las estudiantes que maltrataba a Noriko Nakagawa, como se observa en un flashback donde, acompañada por Fumiyo Fujiyoshi y Yoshimi Yahagi, la encierran en uno de los cubículos del baño del instituto, donde previamente habían escrito insultos y palabras soeces  en su contra. La personalidad de Tendo en la novela y en el manga es muy distinta a la de la película.

## En el juego
Tras ser secuestrados, despertar en el colegio y presenciar la muerte de Yoshitoki Kuninobu y Fumiyo Fujiyoshi, Sakamochi muestra a los alumnos como funciona el juego y ordena a todos los alumnos que cuando sean nombrados reciban su equipamiento y salgan fuera del edificio para dar por iniciado el programa. Al ser la catorceaba mujer Mayumi justo antes que Shuya Nanahara; según se explica, al igual que la mayoría de las muchachas, lloraba mientras se retiraba del salón.
Yoshio Akamatsu (Chico Número 1), tras salir del colegio, decide esconderse cerca y atacar con su ballesta a los estudiantes que salieran, aunque no logra disparar a Takako Chigusa (Chica Número 13) ni a Sho Tsukioka (Chico Número 14), cuando ve salir a Tendo, Akamatsu decide que es el blanco perfecto.

## Destino
En la novela, Akamatsu le dispara en la espalda con una flecha de la ballesta, convirtiendo a Tendo en la primera estudiante que oficialmente muere durante el juego, ya que Yoshitoki Kuninobu y Fumiyo Fujiyoshi murieron antes que comenzara formalmente. En el manga, Akamatsu le dispara en el lateral de la cabeza, matándola al instante. Cuando Shuya Nanahara sale del colegio y ve el cadáver de Tendo, Akamatsu sale al ataque pero en todas las versiones falla. En la película, Akamatsu dispara a Tendo en el cuello pero ella no muere al instante. Cuando Nanahara sale del colegio y la ve, Tendo, todavía de pie, le consigue decir "Nanahara, ¿qué puedo hacer? ¿qué es esto?" y muere a los pocos segundos. Entonces Akamatsu intenta disparar a Nanahara pero falla impactando al cadáver de Tendo en una pierna.
En la novela, se comenta que los cuerpos de Akamatsu y Tendo, que al estar tirados en la entrada serían lo primero que sus compañeros verían al salir del colegio, son usados como mensaje para que entiendan que el juego va en serio y que otros estudiantes irán tras ellos.
El arma asignada de Tendo en la novela y el manga es un nunchaku que Kazushi Niida le quita junto con la ballesta de Yoshio Akamatsu y después usa para atacar a Takako Chigusa. En la película, el arma de Tendo son unos guantes de boxeo.